# Albert Beier (Fußballspieler, 1938)
Albert Beier (* 26. März 1938 in Brandenburg an der Havel) ist ein ehemaliger deutscher Fußballspieler. Für die Betriebssportgemeinschaft Motor / Sachsenring Zwickau spielte er in der DDR-Oberliga, der höchsten Fußballklasse des DDR-Fußballverbandes. Beier ist zweifacher FDGB-Pokalsieger.

## Sportliche Laufbahn
Beier begann seine Fußballlaufbahn als Jugendlicher bei der BSG Aufbau Brandenburg in seinem Geburtsort. Im Dezember 1958 wechselte er zur BSG Motor Süd Brandenburg. Sein erstes Spiel für Motor Süd war ein Freundschaftsspiel gegen den ZSK MO Moskau (ZSKA). Mitte 1961 wechselte der gelernte Industriekaufmann mit 23 Jahren zur BSG  Motor Zwickau, dem ersten DDR-Fußballmeister. Die Zwickauer hatten ständig in der DDR-Oberliga gespielt und waren nach Gründung der Sportklubs bis auf 1956 stets die beste Betriebssportgemeinschaft in der Oberliga gewesen. Im Jahr seines Wechsels wurde Beier auch in den Kader der DDR-Nachwuchsnationalmannschaft aufgenommen, für die er am 16. April 1961 sein erstes von drei U-23-Länderspielen bestritt. Später folgten noch zwei Länderspiele mit der B-Nationalmannschaft des DFV. Beier begann in der Oberliga als Innenverteidiger. Auf dieser Position stand er auch am 1. Mai 1963 im Endspiel um den DDR-Fußballpokal und gewann nach einem 3:0-Sieg über Chemie Zeitz zum ersten Mal den FDGB-Pokal. Mit Beginn der Rückrunde 1963/64 rückte Beier auf die rechte Verteidigerposition. In dieser Saison bestritt er erstmals alle 26 Oberliga-Punktspiele sowie die beiden Europapokalspiele gegen MTK Budapest (1:0, 0:2).
Am 30. April 1967 gewann Beier nach einem 3:0-Sieg über Hansa Rostock zum zweiten Mal den FDGB-Pokal, diesmal aus taktischen Gründen als Vorstopper, obwohl er in der zurückliegenden Spielzeit nach wie vor hauptsächlich als rechter Verteidiger gespielt hatte. 1967 wirkte der 1,75 Meter große Beier erneut in beiden Europapokalspielen der Zwickauer mit, diesmal gegen Torpedo Moskau (0:0, 0:1). Im Laufe der Saison 1968/69, die Betriebssportgemeinschaft war inzwischen in Sachsenring Zwickau umbenannt worden, beorderte Trainer  Manfred Fuchs Beier für den zum FC Carl Zeiss Jena abgewanderten Harald Irmscher in das Mittelfeld. Auch in dieser Rolle behauptete Beier seinen Status als Stammspieler. Nach dem Ausfall der bisherigen Vorstopper Alfons Babik und Wolfgang Enge fiel Beier zu Beginn der Rückrunde 1970/71 wieder eine neue Rolle im zentralen Mittelfeld zu. Auf dieser Position spielte er bis zum Ende der Saison 1971/72, danach beendete er seine Laufbahn als Oberligaspieler. Anschließend half Beier noch in der 2. Mannschaft von Sachsenring in der zweitklassigen DDR-Liga aus.

## Trivia
Beier gehörte zum Kreis der zahlreichen Fußballspieler von Motor und dann Sachsenring Zwickau, die sich in den 1960er- und 1970er-Jahren durch eine lang andauernde Leistungskonsistenz auszeichneten. In seinen elf Oberligaspielzeiten zwischen 1961 und 1972 wurde er bei 299 ausgetragenen Punktspielen in 268 Partien eingesetzt, eine Quote von 89,6 Prozent. Allein in sechs Spielzeiten absolvierte Beier sämtliche Punktspiele.
In der Oberligahistorie der Zwickauer wurden nur fünf Spieler häufiger als Albert Beier aufgeboten.